# Limerick (poezie)
Limerick-ul este o poezie comică cu formă fixă având rimele în ordinea a-a-b-b-a. Metrul este foarte rigid: primul, al doilea și al cincilea vers sunt formate din trei picioare metrice, iar treilea și al patrulea din doua picioare metrice. Ritmul poate fi considerat un anapest, alcătuit din doua silabe scurte și apoi una lungă, opusul unui dactil. Primul vers se termină de obicei printr-un nume de persoană sau localitate. Un adevărat limerick trebuie să conțină un punct de atracție, fie acesta se poate întâlni în ultimul vers, fie rimele sunt siluite în mod intenționat, fie amândouă.
Denumirea poemului provine probabil de la orașul irlandez Limerick dar acest lucru nu a fost încă demonstrat.
Cel mai celebru autor de limerick-uri rămâne poetul irlandez Edward Lear cu volumul Cartea nonsensurilor.